# إريك غيري
السير إريك ماثيو جيري (18 فبراير 1922 - 23 أغسطس 1997) كان أول رئيس وزراء لغرينادا، وشغل المنصب منذ استقلال بلاده عام 1974 حتى الإطاحة به في انقلاب قام به موريس بيشوب عام 1979. كما شغل جيري منصب رئيس الحكومة في غرينادا قبل الاستقلال رئيسا للوزراء من عام 1961 إلى عام 1962 ورئيسًا للوزراء من عام 1967 إلى عام 1974.